# Blanche Arral
Blanche Arral, eigentlich Claire Lardinois, auch Clara L. Wheeler (* 10. Oktober 1864 in Liège, Belgien; † 3. März 1945 in Palisades Park, New Jersey) war eine belgische Opernsängerin (Sopran).

## Leben
Blanche Arral wurde am 10. Oktober 1864 in Belgien als Claire Augustine Mélanie Francoise Lardinois geboren, wurde jedoch Clara Lardinois gerufen. Sie war das jüngste von siebzehn Kindern des Grafen Jean Gregoire Lardinois und seiner Frau Marie Caroline Fréderic. Als sie zehn Jahre alt war, zog ihre Familie nach Brüssel. Ein Freund ihres Vaters, der Prinz de Caraman-Chimary, der der Präsident des Brüsseler Konservatoriums war, überzeugte diesen, dass seine Tochter Gesangsunterricht am Konservatorium nehmen solle. Clara Lardinois studierte von 1877 bis 1880 und nahm ebenso Privatunterricht bei Alfred Cabel.
1881 besuchte sie Paris und studierte für kurze Zeit am dortigen Konservatorium, wo sie von Mathilde Marchesi auf ihr Operndebüt vorbereitet wurde. Am 8. Dezember 1882 hatte sie ihr Debüt an der Opéra-Comique in der Rolle eines der drei israelitischen Mädchen in Étienne-Nicolas Méhuls „Joseph“. In den Jahren 1884 bis 1890 gehörte sie zum fest angestellten Ensemble der Opéra-Comique.
Der Impresario Raoul Gunsbourg lud Clara Lardinois ein, nach Russland zu kommen, wo sie 1891 ihr Debüt in der Arcadia, einem Sommertheater in Sankt Petersburg, gab. 1892 heiratete sie den russischen Adligen Sergei Peshkov, der aber bereits 1894 auf einer Reise in die Türkei – angeblich auf mysteriöse Weise – starb.
Nachdem sich Clara Lardinois einige Jahre in ihrer Heimat in Belgien aufgehalten hatte, reiste sie 1897 nach San Juan in Costa Rica, wo sie das dortige neue Opernhaus mit einer Rolle in Gounods „Faust“ eröffnete. Hier trat sie zum ersten Mal unter dem Namen Blanche Arral auf. Ein paar Jahre später, als sie in Ägypten auftrat, benutzte sie einen weiteren Künstlernamen: Ada Nelson. In den Jahren 1901 und 1902 arbeitete sie in Ägypten, um dann in den Jahren 1903 bis 1906 den asiatischen Raum mit Stationen in Saigon, Hanoi, Hongkong, Shanghai, Singapur und Java zu bereisen.
Von 1906 bis 1908 bereiste Blanche Arral Australien und Neuseeland, wo sie eine Reihe von Konzerten gab. Im Jahr 1908 traf sie in Suva auf Fidschi den amerikanischen Autor Jack London und seine Frau, worauf London ihr später eine kurze Erwähnung als Lucille Arral in seiner Novelle Smoke Bellew gab.
Ab 1908 hielt sich Blanche Arral in den USA auf, wo sie bis zu ihrer Heirat 1915 lediglich sporadische Auftritte in Konzerten hatte. Sie war mit dem 25 Jahre jüngeren Schullehrer und späteren Schulleiter George Benjamin Wheeler verheiratet und wohnte seit 1915 in Cliffside Park, New Jersey. Blanche Arral starb am 3. März 1945 in einem Sanatorium in Palisades Park in New Jersey, wo sie sich bereits seit dem 10. Oktober 1944 als Patientin aufgehalten hatte. Sie wurde als Clara L. Wheeler auf dem Elmwood Cemetery in Middle Granville bei Saratoga, New York, begraben.

## Werke
- The Extraordinary Operatic Adventures of Blanche Arral. Opera Biography Series No. 15. Amadeus Press, 2003, ISBN 1-57467-077-8.